# Ippodromo di Olimpia

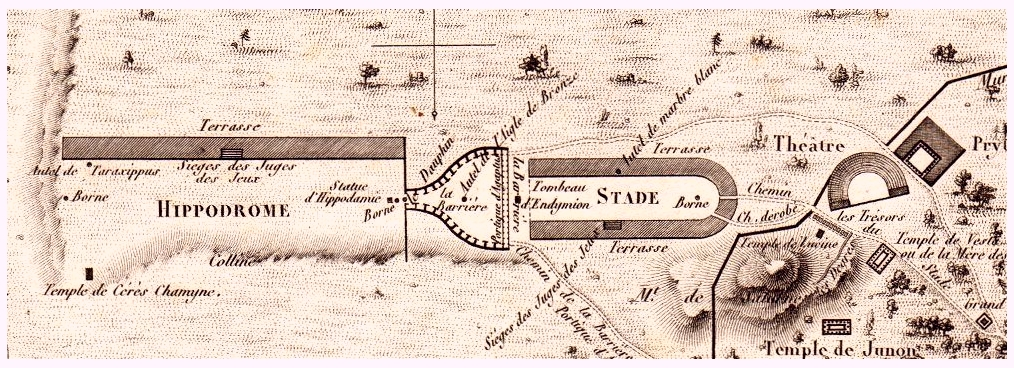
Topografia di Olimpia dal Viaggio del giovane Anacarsi in Grecia di Jean-Jacques Barthélemy

L'ippodromo di Olimpia ospitava i concorsi equestri (corse di cavalli e di carri) dei Giochi olimpici antichi.
Secondo Pausania il Periegeta, era situato a sud dello stadio e copriva una vasta area lunga circa 600 metri e larga 200 metri. L'ippodromo era uno spazio ampio, piatto, aperto, dove il punto di partenza e il traguardo erano designati con un palo e un secondo palo più piccolo chiamato nyssa designava il punto di svolta.
Le corse di cavalli e carri erano uno degli sport più popolari e spettacolari dei giochi olimpici nell'antica Grecia. Gli sport equestri dell'epoca erano il tethrippon, l'apene, il synoris, il tethrippon per i puledri, i synoris per i puledri, la razza keles perfetta, il kalpe e la corsa dei cavalli. Secondo la mitologia, la prima corsa con i carri ha avuto luogo ad Olimpia tra il re Pelope e il re Oenomaos di Pisa. Negli antichi Giochi Olimpici i fantini non erano i proprietari dei cavalli. I proprietari dei cavalli sono stati dichiarati vincitori, hanno ricevuto la corona e si sono goduti tutti gli onori anche se non hanno preso parte alla gara. I fantini hanno vinto solo una piccola parte dalla gloria del vincitore, come una banda di lana che il proprietario avrebbe legato in testa.
L'ippodromo dell'antica Olimpia aveva un complesso meccanismo di partenza per evitare false partenze. Il meccanismo di partenza è stato progettato dal creatore di statue Kleoitas e successivamente è stato migliorato da Aristidis. Secondo Pausania, l'energia necessaria per il movimento del meccanismo proveniva dalla caduta di un delfino di bronzo e dalla salita di un'aquila di bronzo.
Oggi l'ippodromo non esiste. Alcuni sostengono che fu spazzato via dal fiume Alfeo mentre altri affermano che la sua posizione è a sud-est dello stadio.